# Station Lugny
Station Lugny was een spoorwegstation in de Franse gemeente Lugny aan de spoorlijn La Plaine - Hirson en Anor.
Sinds de sluiting is er voor de reizigers een zogenaamde TER taxidienst naar het dichtstbijzijnde station dat door de TER Picardie bediend wordt.